# Leden 2008
1. ledna – úterý
 Malta a Kypr přijaly jako národní měnu euro. Eurozóna tedy sestává již z 15 členských států. Euro nahradilo doposud používané národní měny – maltskou liru a kyperskou libru. Do oběhu se dostaly euromince s maltskými a kyperskými motivy na rubové straně mincí.
 V ČR se od dnešního dne začíná platit za návštěvu lékaře, za recept a pobyt v nemocnici.
2. ledna – středa
 Cena ropy na americkém trhu dnes poprvé v historii překonala cenu 100 dolarů za barel. Důvodem je především slabý dolar a obavy z nedostatku zásob a násilí v Nigérii, která je významným exportérem suroviny.
4. ledna – pátek
  Ještě před startem v Lisabonu byla z důvodu obav o bezpečnost v Mauritánii, kterou měla vést její trasa, poprvé v historii zrušena Rallye Dakar.
 První nominační klání kandidátů na příštího prezidenta USA o hlasy stranických volitelů ve státě Iowa vyhrál demokratický senátor Barack Obama a bývalý guvernér státu Arkansas, republikán Mike Huckabee.
5. ledna – sobota
 Silné zemětřesení o síle 6,5 stupně Richterovy škály zasáhlo Peloponés asi 150 kilometrů jižně od Atén, nezpůsobilo ale ani zranění, ani velké škody.
 Zemřel Msgre. Ludvík Horký, děkan svatopetrské kapituly a administrátor brněnské diecéze v období komunistickým režimem vynucené sedisvakance (1972-1990)
6. ledna – neděle
 Vůdce keňské opozice Raila Odinga odmítl návrhy současného prezidenta Mwai Kibakiho na vytvoření vlády národní jednoty. Tento krok Kibaki navrhl v sobotu ve snaze ukončit chaos a násilí, které po volbách v zemi vypukly, vyžádaly si nejméně 360 obětí a přiměly tisíce dalších lidí opustit domovy. Opozice volby označila za zfalšované.
 Společnost Warner Bros upřednostní při vydávání svých filmů formát Blu-ray před HD DVD a může tak rozhodnout válku mezi oběma formáty.
 Podle oficiálních výsledků vyhrál předčasné gruzínské prezidentské volby už v prvním kole ziskem 52,8 % prozápadní dosavadní prezident Michail Saakašvili, proruská opozice průběh voleb kritizovala a výsledky označila za zmanipulované.
7. ledna – pondělí
 Východní pobřeží Austrálie postihly nejhorší záplavy za posledních 20 let, ohrožující tisíce lidí a jejich majetek.
8. ledna – úterý
 Při bombovém útoku byl v Kolombu zavražděn srílanský ministr D. M. Dassanayake. Další výbuch o několik hodin později vzbudil obavy z vypuknutí občanské války mezi vládou a organizací Tamilských tygrů.
 Vítězství demokratické senátorky Hillary Clintonové a republikánského senátora Johna McCaina v nominačním klání kandidátů na příštího prezidenta USA ve státě New Hampshire oběma vrátilo naději na získání konečné stranické nominace po předchozím neúspěchu v Iowě.
 Česká hudebnice Markéta Irglová byla s irským kolegou Glenem Hansardem oceněna cenou Americké asociace filmových kritiků za nejlepší filmovou píseň Falling Slowly. Nejlepším filmem roku byl podle asociace BFCA snímek Tahle země není pro starý.
9. ledna – středa
 Míra inflace v České republice překonala na konci roku v prosinci oznámené hodnoty a výsledkem 5,4 % znovu dosáhla maxima od roku 2001. Česká měna poprvé prolomila hranici 26 Kč za euro.
 Vláda České republiky schválila právní garance pro případné pořadatelství olympiády v Praze pro rok 2016, což je jedna z podmínek dotazníku odesílaného kandidátským městem Mezinárodnímu olympijskému výboru.
Americký prezident George Bush podnikl svoji historicky první návštěvou Izraele a zahájil tak devítidenní cestu po Blízkém východě. Jejím hlavním cílem by mělo být povzbudit pokrok v mírových jednáních mezi Palestinci a Izraelci a zároveň rozhovory o vztazích s Íránem jako potenciální hrozbou bezpečnosti ve světě.
10. ledna – čtvrtek
 Britská vláda svolila k výstavbě dalších jaderných elektráren nové generace. Nové elektrárny by mohly být spuštěny do roku 2017, šest let před koncem životnosti většiny současných britských jaderných elektráren.
 Jednání keňských politiků o povolební krizi, konané pod patronátem Africké unie selhala, k urovnání situace ale má přispět nový tým prostředníků v čele s bývalým generálním tajemníkem OSN Kofim Annanem.
 Indická automobilka Tata Motors předvedla na autosalonu v Dillí nejlevnější automobil světa, vůz Tata Nano se bude prodávat za 100 tisíc rupií, tj. zhruba 45 tisíc Kč.
11. ledna – pátek
 Bývalá atletka Marion Jonesová, zbavená kvůli dopingu pěti medailí z olympijských her 2000, byla za lhaní o dopingu odsouzena na šest měsíců vězení.
 Ve věku 88 let zemřel první člověk, který vystoupil na Mount Everest, sir Edmund Hillary (* 20. července 1919)
12. ledna – sobota
 Staronovým premiérem Chorvatska je Ivo Sanader, v jeho vládě je poprvé od občanské války v 90. letech zástupce srbské menšiny.
 Irácký parlament schválil zákon, který částečně rehabilituje členy strany bývalého diktátora Saddáma Husajna Baas, většině umožňuje návrat do státní správy, ostatním přiznává důchod.
14. ledna – pondělí
 Zveřejněné stanovisko Evropského úřadu pro bezpečnost potravin tvrdí, že maso či mléko klonovaných zvířat není odlišné od běžných zvířat. O veřejném prodeji takových produktů ale zatím nejsou odnikud žádné zprávy.
 Asociace zahraničních novinářů udělila letošní Zlaté globy např. nejlepšímu filmu Sweeney Todd a hercům Johnnymu Deppovi a Marion Cotillardové. Kvůli stávce scenáristů se nekonal obvyklý ceremoniál, ale pouze tisková konference.
18. ledna – pátek
Pákistánská armáda v posledních dnech intenzivně bojuje s radikály z afghánského Tálibánu. V bojích v oblasti Jižního Vazíristánu bylo zabito kolem 90 ozbrojenců.
19. ledna – sobota
 35. generální kongregace Tovaryšstva Ježíšova vybrala nového generálního představeného jezuitů. Jako nástupce P. H. Kolvenbacha, který rezignoval při jejím zahájení, byl zvolen Adolfo Nicolás.
21. ledna – pondělí
 Zemřel český filmový režisér Jiří Sequens (* 23. dubna 1922).
22. ledna – úterý
 V Praze zemřel český divadelní a filmový herec Gustav Heverle (* 31. ledna 1920). Na filmovém plátně ztvárňoval především vedlejší role, zviditelnil se však rolí Vítka ve filmové pohádce Pyšná princezna. Patřil mezi poslední pamětníky Divadla ABC pod vedením Jana Wericha.
24. ledna – čtvrtek
 Po 15 letech sporů byla podepsána dohoda mezi katolickou církví a Pražským hradem o užívání katedrály svatého Víta. Dohoda umožňuje kapitule nerušeně užívat katedrálu k bohoslužebným účelům, stát bude provádět údržbu a opravu movitého majetku. Zásadní spor o vlastnictví katedrály však tato smlouva neřeší a spor dále trvá.
25. ledna – pátek
 Soukromá společnost Virgin Galactic britského miliardáře Richarda Bransona předvedla model turistické kosmické lodi SpaceShipTwo, která umožní krátkou návštěvu vesmíru movitým turistům za poplatek cca 200 000 dolarů. Dokončení konstrukce kosmického plavidla a první zkušební lety by měly proběhnout již v tomto roce.
29. ledna – úterý
 Americký prezident George Bush ve svém posledním projevu o stavu unie připustil, že Spojené státy procházejí obdobím hospodářské nejistoty. Vyslovil podporu vývoji ekologicky nezávadných technologií a apeloval na snížení závislosti USA na dovážené ropě.
30. ledna – středa
  Papež Benedikt XVI. vyhlásil reorganizaci řeckokatolické církve na Slovensku. Dosavadní prešovská eparchie byla povýšena na metropolitní archeparchii (v jejím čele zůstává Ján Babjak). Slovenskou provincii řeckokatolické církve budou dále tvořit eparchie košická (vznikla povýšením košického exarchátu, eparchou se stal dosavadní exarcha Milan Chautur) a eparchie bratislavská (vyčleněna z prešovské eparchie, prvním eparchou se stal Petr Rusnák) 
31. ledna – čtvrtek
 Volební preference dle CVVM: ČSSD 37 %, ODS 27 % hlasů, KSČM 16,5 %, SZ 10 %, KDU-ČSL 7,5 %.
 Po porážce v primárkách na Floridě vzdal republikán Rudy Giuliani svou kandidaturu na amerického prezidenta. Z demokratického tábora kandidátů odstoupil John Edwards.